# 무예구

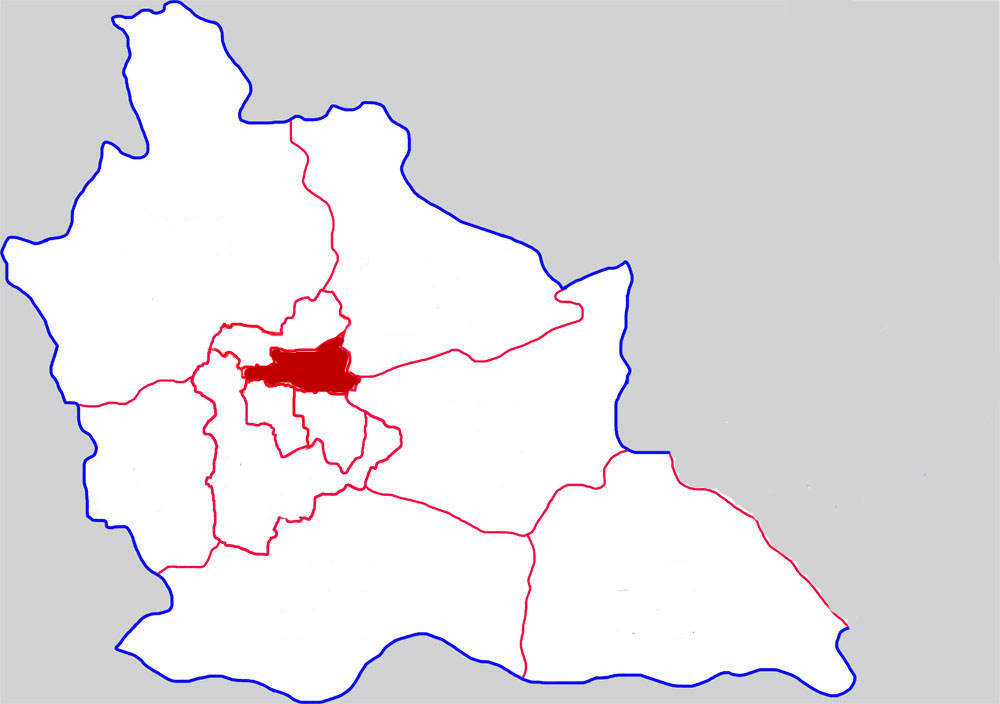

무예구(한국어: 목야구, 중국어: 牧野区, 병음: Mùyě Qū)는 중화인민공화국 허난성 신샹 시의 현급 행정구역이다. 넓이는 80km2이고, 인구는 2007년 기준으로 320,000명이다. 목야전투가 일어난 곳이다.

## 행정 구역
7개 가도, 1개 진, 1개 향을 관할한다.
- 가도: 东干道街道, 荣校路街道, 北干道街道, 花园街道, 卫北街道, 新辉路街道, 和平路街道.
- 진: 王村镇.
- 향: 牧野乡.